# Priscah Jeptoo
Priscah Jeptoo (Nandi, 26 de junho de 1984) é uma maratonista queniana.
A primeira prova europeia que venceu foi em 2009 a EDP Meia Maratona do Douro Vinhateiro, em Portugal. 
Em 2011, ela venceu a Maratona de Paris, e conquistou a medalha de prata na maratona do Campeonato Mundial de Atletismo em Daegu, na Coreia do Sul. No fim do ano, venceu a Corrida de São Silvestre, no Brasil.
Foi vice-campeã olímpica em Londres 2012, conquistando a medalha de prata para o Quênia na prova. Depois dos Jogos Olímpicos, em setembro de 2012 ela venceu a Meia-Maratona de Portugal, disputada em Lisboa. Em abril de 2013, venceu a Maratona de Londres.
Sua melhor marca na maratona foi conseguida na Maratona de Londres de 2012, 2:20:14, quando chegou em terceiro lugar.
Venceu a Maratona do Porto em 2014.